# 柏木のぞみ
柏木 のぞみ（かしわぎ のぞみ、1993年2月10日 - ）は、日本のAV女優。ヒーローズに所属していた。現在はこころ（こころ）に改名し活動中。所属は不明。
渋谷にあるソフト・オン・デマンドの看板広告を見て、AV女優の仕事に興味を持った。初めての撮影現場では、撮影前に緊張して涙を流した。

## 出演作品
2011年
- 未成年（10月6日、SODクリエイト）
- 柏木のぞみ 学校でいっぱいHなコトしよっ(ハート)（11月6日、SODクリエイト）
- 柏木のぞみ 初中出し天国（12月8日、SODクリエイト）

2012年
- 未成年 柏木のぞみ 女子高生輪姦レイプ（1月7日、SODクリエイト）
- 超高級中出し未成年ソープ嬢（2月23日、SODクリエイト）
- 未成年 柏木のぞみ 徹底的に焦らされて･･･人生最高の中出しSEX（3月23日、SODクリエイト）
- ザーメンを愛するすべての人に捧げる（4月5日、SODクリエイト）